# くちびるNetwork
「くちびるNetwork」（くちびるネットワーク）は、岡田有希子の楽曲で、8枚目のシングルである。1986年1月29日に発売された。発売元はキャニオン・レコード（現：ポニーキャニオン）。
岡田の最大のヒット曲であり、オリコンチャート1位はこれが最初にして最後であった。また、本作発売からおよそ2ヶ月後の4月8日に岡田が急死したため、生前最後のシングルとなった。

## 概要
表題曲は当時、芸能活動休止中だった松田聖子が「Seiko」名義で作詞を手掛けており、カネボウ化粧品「レディ80 BIO　カラーネットワーク」「86年春のバザール」CMソングとして使用された。
松田は「内容があまりに色っぽ過ぎるかと思ったが、有希子ちゃんが歌うとかわいらしく艶めいた曲になった」と述べている（当時のオリコンより）。

## 収録曲
- 全編曲：かしぶち哲郎

1. くちびるNetwork
  - 作詞: Seiko　作曲：坂本龍一
2. 恋のエチュード
  - 作詞：かしぶち哲郎　作曲：飛澤宏元

## カバー
- 2011年、中川翔子によりカバーされた。
- 2013年1月、岡田が所属していたサンミュージックプロダクションからデビューした9人組アイドルグループ「さんみゅ〜」によりカバーされた。
- 2015年1月24日より、サンミュージックアカデミー米子校の生徒で結成された鳥取県のローカルアイドル「Chelip」も「さんみゅ〜」バージョンを「さんみゅ〜マネジャー公認」としてライブで披露している。

## さんみゅ〜のシングル
「くちびるNetwork」は、日本の女性アイドルグループ・さんみゅ〜のメジャー・デビュー・シングルとして、2013年1月23日にポニーキャニオンよりリリースされた。初回盤A（CD+DVD、規格品番：PCCA-03767）、初回盤B（CD+DVD、規格品番：PCCA-03768）、通常版（CDのみ、規格品番：PCCA-70358）の3形態で発売された。

### 収録内容

#### 初回盤A
CD
1. くちびるNetwork
作詞：Seiko、作曲：坂本龍一、編曲：中野定博
2. ファースト・デイト
作詞・作曲：竹内まりや、編曲：中野定博
3. くちびるNetwork (Instrumental)
4. ファースト・デイト (Instrumental)

DVD
1. くちびるNetwork Music Video
2. くちびるNetwork Music Video (Dance Version Vol.01)
3. くちびるNetwork Music Video Making
4. Document of さんみゅ〜Vol.01

#### 初回盤B
CD
1. くちびるNetwork
2. そっと、ぎゅっと、もっと、ずっと
作詞：大内正徳、作曲：本田光史郎、編曲：木之下慶行
3. くちびるNetwork (Instrumental)
4. そっと、ぎゅっと、もっと、ずっと (Instrumental)

DVD
1. Secret Blue Memories Music Video
2. くちびるNetwork Music Video (Dance Version Vol.02)
3. くちびるNetwork Music Video (Close Up Version)
4. Document of さんみゅ〜Vol.02

#### 通常盤
CD
1. くちびるNetwork
2. Secret Blue Memories
作詞：大内正徳、作曲：河原嶺旭、編曲：清水信之
3. くちびるNetwork (Instrumental)
4. Secret Blue Memories (Instrumental)

### タイアップ
くちびるNetwork
- 日本テレビ系列『ハッピーMusic』 2013年1月度 POWER PLAY
- 日本テレビ系列『ゲーマーズTV 夜遊び三姉妹』 2013年1月エンディングテーマ
- ABCテレビ『見知らぬ関西新発見!みしらん』 2013年1月エンディング曲

Secret Blue Memories
- ABCテレビ『東西芸人いきなり!2人旅』 2013年1月エンディング曲

### インディーズ盤
メジャー・デビューに先立つ2012年8月4日に「さんみゅ〜(β)」名義でインディーズ・レーベルよりシングル「くちびるNetwork」(規格品番：SMLC-0013) をリリースしている。また、初回盤Aに収録されている「ファースト・デイト」も、2012年11月3日にインディーズ盤をリリースしている。